# オスマン・カカイ
オスマン・カカイ（1997年8月25日 - ）は、シエラレオネのサッカー選手。ポジションはDF。ボアヴィスタ所属。シエラレオネ代表

## 経歴
2015年にクイーンズ・パーク・レンジャーズFCのトップチームと契約を結ぶ。2016年1月29日には、QPRとの契約を1年間延長した。
2016年1月29日、リヴィングストンFCに期限付き移籍した。
2017年1月31日、チェスターフィールドFCに期限付き移籍した。
2019年9月2日、パーティック・シッスルFCに期限付き移籍した。
2020年9月5日、プリマス・アーガイルFC戦でQPRでの初得点を決めた。

### 代表歴
2018年9月6日、エチオピア代表戦でシエラレオネ代表デビューした。